# Tokata
Tokata (talijanski: toccata, od toccare: dotaknuti) je skladba za glazbala s tipkama virtuoznoga, gotovo improvizacijskoga karaktera i slobodne forme, koja datira pretežno iz razdoblja kasne renesanse i baroka, od kraja 16. do polovice 18. stoljeća. U početku su se tokatama nazivale i fanfare za puhačka glazbala, a teško ih je razgraničiti od srodnih formi preludija i fantazije. Premda osnovno obilježje tokati daju brze pasaže i akordski sklopovi, već u ranim tokatama (Claudio Merulo, Girolamo Frescobaldi) s njima se izmjenjuju polifonski odsjeci. Daljnji razvoj tokate karakterizirala je proturječnost između rapsodičnosti i motorike, ali i između homofonije i polifonije. Posebno su zanimljive tokate Johann Sebastian Bacha. U kasnijim razdobljima tokata gubi na važnosti, a od izvornih obilježja zadržava samo motoričnost.